# TSG 1899 Hoffenheim II
El TSG 1899 Hoffenheim II es un equipo de fútbol de Alemania que juega en la 3. Bundesliga, la tercer liga de fútbol más importante del país.

## Historia
Fue fundado en el año 1992 en el ciudad de Sinshem y funciona como un equipo reserva del TSG 1899 Hoffenheim, el cual juega actualmente en la Bundesliga, por lo que no puede jugar en ella debido a que su función es preparar a sus jugadores de fuerzas básicas para que en algún momento integren el primer equipo.

## Palmarés
- Regionalliga Südwest: 1

2025
- Oberliga Baden-Wurtemberg: 1

2010
- Verbandsliga Nordbaden: 0
  - Subcampeón: 1

2003
- Landesliga Nordbaden: 1

2001

## Temporadas recientes
Estas son las temporadas del club desde el 2000:
| Temporada | Liga                       | División | Posición |
| 2000–01   | Landesliga Nordbaden II    | VI       | 1.ª↑     |
| 2001–02   | Verbandsliga Nordbaden     | V        | 2.ª      |
| 2002–03   | Verbandsliga Nordbaden     | V        | 2.º↑     |
| 2003–04   | Oberliga Baden-Württemberg | IV       | 10.º     |
| 2004–05   | Oberliga Baden-Württemberg | IV       | 8.º      |
| 2005–06   | Oberliga Baden-Württemberg | IV       | 6.º      |
| 2006–07   | Oberliga Baden-Württemberg | IV       | 8.º      |
| 2007–08   | Oberliga Baden-Württemberg | IV       | 5.º      |
| 2008–09   | Oberliga Baden-Württemberg | V        | 2.º      |
| 2009–10   | Oberliga Baden-Württemberg | V        | 1.º↑     |
| 2010–11   | Regionalliga Süd           | IV       | 5.º      |
| 2011–12   | Regionalliga Süd           | IV       | 7.º      |
| 2012–13   | Regionalliga Südwest       | IV       | 9.º      |
| 2013–14   | Regionalliga Südwest       | IV       | 10.º     |
| 2014–15   | Regionalliga Südwest       | IV       | 9.º      |
| 2015–16   | Regionalliga Südwest       | IV       | 3.º      |
| 2016–17   | Regionalliga Südwest       | IV       | 4.º      |
| 2017–18   | Regionalliga Südwest       | IV       | 6.º      |
| 2018–19   | Regionalliga Südwest       | IV       | 10.º     |

- Con la introducción de las Regionalligas en 1994 y de la 3. Liga en 2008 com el nuevo tercer nivel por detrás de la 2. Bundesliga, Todas las Ligas bajaron un nivel. En el 2012, las Regionalligas pasaron de 3 a 5, con todos los equipos de la Regionalliga Süd menos los equipos Bávaros integrando la nueva Regionalliga Südwest.

## Jugadores

### Jugadores destacados
- Nick Proschwitz